# Кухарев, Олег Николаевич
Кухарев Олег Николаевич (род. 6 марта 1974 года, с. Малая Ижмора Земетчинского района Пензенской области, РСФСР, СССР) — ректор Пензенского государственного аграрного университета с 5 мая 2015 года. Доктор технических наук, профессор.

## Биография
Получил два высших образования: в 1996 году окончил факультет механизации Пензенской государственной сельскохозяйственной академии по специальности «Механизация сельского хозяйства» и получил квалификацию инженера-механика; в 2002 году там же заочно закончил экономический факультет по специальности «Экономика и управление аграрным производством» и получил квалификацию экономист. После получения первого высшего образования, с 1996 года учился в очной аспирантуре родного вуза.
27 января 2000 года в Саратовском государственном аграрном университете имени Н. И. Вавилова защитил диссертацию по теме «Совершенствование технологического процесса посева лука-севка с обоснованием конструктивно-кинематических параметров ячеисто-барабанного высевающего аппарата с ориентирующим устройством» на соискание учёной степени кандидата технических наук.
20 октября 2006 года в Пензенской государственной сельскохозяйственной академии защитил диссертацию по теме «Энергосберегающие технологии ориентированной посадки сельскохозяйственных культур: на примере лука и сахарной свёклы» на соискание учёной степени доктора технических наук. Решением Высшей аттестационной комиссии диссертация рекомендована к публикации в Бюллетене ВАК как «лучшая научная работа 2007 года».
Преподавательскую деятельность начал с сентября 1999 года в должности ассистента кафедры «МЖФ» Пензенской сельхозакадемии, в 2000 году перешёл на кафедру «Организация сельскохозяйственного производства» в качестве старшего преподавателя, а с 1 ноября 2001 года — доцента кафедры (учёное звание доцента присвоено Министерством образования России в 2003 году). С 1 сентября 2007 по 31 мая 2012 года — профессор кафедры «Организация сельскохозяйственного производства» (учёное звание профессора присвоено Министерством образования России в 2008 году). С 1 июня 2012 по 5 мая 2015 года — профессор кафедры «Организация и информатизация производства». С 1 сентября 2013 по 15 апреля 2015 года выполнял обязанности  заместителя декана по учебной работе экономического факультета Пензенской государственной сельскохозяйственной академии.
15 апреля 2015 года на конференции научно-педагогических работников Пензенской государственной сельскохозяйственной академии избран ректором вуза, вступил в эту должность — 5 мая 2015 г.
Во время пребывания Олега Николаевича Кухарева в должности ректора, Пензенская государственная сельскохозяйственная академия 1 декабря 2016 года была преобразована в Пензенский государственный аграрный университет.
Под руководством Кухарева О.Н. в период с 2015 по 2023 гг. вузу присвоен статус университета, открыты 19  новых специальностей и направлений подготовки, открыт факультет  СПО (колледж) и кафедра «Ветеринарии». Создан учхоз "Рамзай" Пензенского ГАУ (Учебно-производственный центр растениеводства, Учебно-производственный центр животноводства, Центр обслуживания производства)  площадью 4768 га и поголовьем более 700 гол. КРС, лаборатория производственно-ветеринарного контроля ПЦР диагностики; научно-образовательный центр ветеринарной медицины в составе ветеринарная клиника, ветеринарная аптека, виварий; приволжский научный центр аквакультуры и водных биоресурсов; научный центр организации нормированного кормления сельскохозяйственных животных; геоаналитический центр мониторинга земель сельскохозяйственного назначения Пензенской области; научно-образовательный центр селекции и семеноводства картофеля.
Созданы 24 специализированных фирменных центров и лабораторий (ГК «Дамате», ООО «Ростсельмаш», ГК ПАО «Кировский завод», ООО «КивоньРус», ООО УК  «Русская молочная компания»,  ООО «Биокор», АО  «Радиозавод», ООО «Пегас-Агро», ООО «Бенза», ТК «Щелково-Агрохим»,  ООО «Агростройинвест»,  ООО «ПодшипникМаш» (Гомсельмаш), ОАО «Россельхозбанк», ГК «Сюкден», ЗАО «АгросоюзМаркет», АО Фирма Август, ГК «Gerion», ООО «Белкор», ГК «Черкизово», ООО «ДРСУ» г. Каменка», ООО «Торгово-производственная компания МТЗ-Татарстан» (совместно с дилерским центром ООО «Подшипник»), АО «Белинсксельмаш», АО "Росагролизинг",  ПАО "Фосагро" и др.)
Создана демонстрационная площадка новейших образцов отечественной и импортной сельскохозяйственной техники. Реализована первая очередь кампусного проекта ПАО «Сбербанк»,  2 очередь реализована в партнёрстве с ОАО "Россельхозбанком". По индексу Хирша Вуз находится на 5 месте среди аграрных вузов.
В 2022 году ФГБОУ ВО Пензенский ГАУ выиграл грант и стал участником федерального проекта "Профессионалитет" государственной программы Российской Федерации "Развитие образования".
Кухарев является соавтором примерной программы дисциплины «Организация и управление производством» для высших сельскохозяйственных учебных заведений, а также соавтором учебников «Организация и управление производством», «Практикум по организации и управлению производством на сельскохозяйственных предприятиях», «Оборудование перерабатывающих производств. Растительное сырьё», «Организация, экономика и управление производством на сельскохозяйственных предприятиях», «Экономическая оценка проектных решений в агроинженерии».
В 2024 году являлся доверенным лицом кандидата в президенты России Владимира Путина.

## Научная работа
Кухаревым О.Н.  опубликовано 295 научных и учебно-методических трудов, в том числе: 277 научных (16 в международной  базе Web of Science и Scopus,  92 в рецензируемых изданиях указанных в «Перечне…ВАК», в том числе 74 статьи и  18 патентов,  9 монографий, 2 рекомендации производству), 18 учебно-методических (8 учебников и учебных пособий с разрешающими грифами Министерства сельского хозяйства РФ и УМО). Индекс Хирша 40.
Принимал участие в международных и региональных научных и научно-практических конференциях, проходивших в г. Москва, г. Мичуринск, г. Самара, г. Саратов, г. Тамбов, г. Уфа, г. Саранск, г. София, (Болгария), г. Прага (Чехия), Германия и др. Постоянно участвую в конференциях, проводимых в Пензенском ГАУ и других ВУЗах г. Пензы.
Область научных интересов  лежит в разработке технических средств ориентированной посадки лука-севка, лука-матки и высадков сахарной свёклы; сушки овощей; разработки машин  для производства картофеля; предпосевной обработки семян  (шлифованию и дражированию), разработке инновационных технических средств для уборки зерновых очёсывающим методом, а также в сфере повышения эффективности использования машинно-тракторного парка в сельском хозяйстве.
Научные идеи, подтверждённые патентами на изобретение и доведённые до опытно-конструкторских разработок, демонстрировались на выставках различного уровня. В том числе отмечены Золотой медалью Российской агропромышленной выставки «Золотая осень-2018». Предложенные конструкции ячеисто-барабанного и цепочно-ложечного высаживающих аппаратов с ориентирующими устройствами, реализованы при создании совместно с ЗАО «Белинсксельмаш» (г. Каменка, Пензенская обл.) и ОАО «ВИСХОМ» (г. Москва) машин для посадки лука-севка и лука-матки, с ООО «КЗТМ» (г. Кузнецк) для установки ориентирующих поверхностей на высадкопосадочную машину ВПС-2,8А. Машины для ориентированной посадки лука-севка и лука-матки испытаны и внедрены в сельскохозяйственных организациях Пензенской области.  Совместно с ООО «КЗТМ» (г. Кузнецк) разработан и изготовлен комплекс машин  для использования в мелкотоварных хозяйствах включающий картофелесажалку, полольник, окучник, картофелекопалку, сортировку картофеля. Данные машины агрегатируются с мотоблоком. Разработан и изготовлен  барабанный дражиратор семян со вращающимся дном  и дисковое шлифовальное устройство семян сахарной свёклы, которые внедрены в ЗАО «ФМРус» г. Москва. Очёсывающие жатки с экспериментальным ротором, оснащённым гребёнками с тангенциальными каналами, изготовлены и внедрены в производство серийных жаток в ПАО «Пензмаш» (г. Пенза), прошли проверку в производственных условиях и внедрены в Омской, Калужской, Липецкой, Пензенской области, в Ставрапольском крае, р. Казахстан, Костанайская область и др.
Удостоен Гранта Президента Российской Федерации в 2006 году МК-3447.2006.8. Являлся руководителем 4 инновационных проектов выигравшие гранты по программе У.М.Н.И.К. (2011, 2012, 2016, 2021 гг.).
C 2013 года по настоящее время являюсь экспертом в ФГБНУ НИИ РИНКЦЭ.
С 2015 года – главный редактор научного журнала «Нива Поволжья», который по решению ВАК РФ входит в Перечень ведущих рецензируемых научных журналов и изданий, в которых должны быть опубликованы основные научные результаты кандидатских и докторских диссертационных работ. Журнал так же включён в международную базу AGRIS. С 2016 года член редакционной коллегии научно-теоретического и практического журнала «Инновационная техника и технология». Журнал включён в международную базу Web of Science. С 2018 года – главный редактор научного электронного журнала «Сурский вестник».
Под научным руководством Кухарева О.Н. защищено 7 кандидатских диссертации. В настоящее время осуществляет научное руководство двумя аспирантами. Был учёным секретарём диссертационного совета Д 220.053.02  с 2007 года по 2015 год. В настоящее время член вышеуказанного диссертационного совета. Член диссертационного совета Д 220.053.01.

## Награды
«Почётный работник агропромышленного комплекса России» Министерства сельского хозяйства Российской Федерации Удостоверение № 6713 от 23 апреля 2021 г.,
Награждён:
- Благодарностью Министерства сельского хозяйства Российской Федерации (2016 г.),
- Почётной грамотой Министерства сельского хозяйства Российской Федерации (2018 г.),
- Удостоен Гранта Президента РФ в 2006 году МК-3447.2006.8..
- Дипломом губернатора Пензенской области за выдающиеся труды в области науки и техники (2006 г),
- Почётной грамотой Главы администрации города Пензы (2013 г.),
- Почётной грамотой Министерства сельского хозяйства Пензенской области (2014 г.),
- Благодарственным письмом Главного федерального инспектора по Пензенской области (2016 г.), Ведомственным знаком отличия Федеральной службы государственной статистики – медалью «За труды в проведении Всероссийской сельскохозяйственной переписи» (приказ от 12.12.2016 № 803),
- Благодарственным письмом губернатора Пензенской области (2017 г.), Почётной грамотой Главы администрации города Пензы (2017 г.),
- Благодарственным письмом Законодательного собрания Пензенской области (2018 г.),
- Памятной медалью МЧС России «85 лет Гражданской обороне» (приказ Министерства Российской Федерации по делам гражданской обороны, чрезвычайным ситуациям и ликвидации последствий стихийных бедствий от 25.09.2017 г. № 298-К),
- Благодарственным письмом губернатора Пензенской области (2019 г.), неоднократными благодарностями и благодарственными письмами Министерства образования Пензенской области.

## Семейное положение
Женат. Трое детей.